# Grumbach (Rohrbach)
Der Grumbach ist ein knapp sechs Kilometer langer, östlicher und orographisch linker Zufluss des Rohrbachs im Saarland. Er fließt insbesondere im Gebiet der Landeshauptstadt Saarbrücken; ein kurzer Abschnitt verläuft durch den saarländischen Saarpfalz-Kreis.

## Geographie

### Verlauf
Der Grumbach entspringt im Sankt Ingbert-Kirkeler Waldgebiet. Seine Quelle liegt im Norden der Gemarkung des Saarbrücker Stadtteils Ensheim, etwa 700 m südöstlich des St. Ingberter Stadtteils Sengscheid auf der Südflanke des Berges Steinkopf.
Der Grumbach, der ausschließlich in den Stadtgebieten von Saarbrücken und St. Ingbert fließt, verläuft nach Verlassen des Steinkopfs durch das unterhalb der Bundesautobahn 6 abschnittsweise bewaldete und sonst von Wald gesäumte Grumbachtal. Dabei unterquert er die A 6 unter der Grumbachtalbrücke; dort verläuft er auf wenigen Hundert Metern Fließstrecke durch den Saarpfalz-Kreis. Anschließend fließt der Bach im Saarbrücker Stadtteil Schafbrücke mit geringem Abstand rechtsseitig entlang dem Grumbachtalweg – bis zu dessen Ende.
Knapp 150 m nach Unterqueren der Kaiserstraße und dem Damm der Bahnstrecke Mannheim–Saarbrücken mündet der Grumbach im Saarbrücker Stadtteil Schafbrücke in den dort von Nordnordosten kommenden Saar-Zufluss Rohrbach.
Im Grumbachtal durchfließt der Bach mindestens vier kleine Weiher.

### Einzugsgebiet
Das 6,71 km² große Einzugsgebiet des Grumbachs liegt im Saarbrücken-Kirkeler Wald und wird über den Rohrbach, die Saar die Mosel und den Rhein zur Nordsee entwässert.
Es grenzt
- im Osten an das des Wieschbachs, der über den Saarbach in die Saar entwässert
- im Süden an das des Saarbachs selbst
- und im Westen und Norden an das des Rohrbachs.

Die höchste Erhebung ist der 399,6 m ü. NHN hohe Steinkopf im Norden des Einzugsgebiets.
Der größte Teil des Einzugsgebiets ist bewaldet, im Norden dominieren Buchenwälder.
Das Grumbachtal steht unter Landschaftsschutz.

### Zuflüsse
Dem Grumbach fließen zahlreiche Bäche und Rinnsale zu, der längste Zufluss ist der etwa einen halben Kilometer lange Stiefelbach.
Zuflüsse von der Quelle zur Mündung:
- Stiefelbach (rechts), 0,5 km
- Kallenbrunnen (links), 0,1 km
- Steigelborn (links), 0,2 km
- Dörrwiesgraben (rechts), 0,4 km, 0,66 km²
- Haseneckbach (links), 0,3 km
- Hansenbrüchelchen (rechts), 0,2 km
- Bocksbergbach (links), 0,3 km
- Pillerwiesbach (rechts), 0,1 km
- Kutzenrottbach (rechts), 0,1 km
- Scheidterbergbach (rechts), 0,2 km
- Kleingartenbach (rechts), 0,1 km
- Wacholderbach (rechts), 0,3 km

## Geschichte
Im Tal des Grumbachs finden sich Spuren römischer Besiedlung. Hierzu zählt ein Bildnis von zwei Götterfiguren, die in einen Fels gemeißelt wurden.